# 奧寺康彥
奧寺康彥（1952年3月12日—），出生於日本秋田縣鹿角市，是日本第一位外流歐洲的職業足球員。

## 生涯
奧寺康彥於1970年加入當時日本足球聯賽（簡稱JSL）的古河電工隊，即現在的JEF聯市原·千葉。其間他曾受到椎間板疝氣之苦，後靠針灸治癒後，於1976年帶領古河電工隊奪得天皇盃冠軍。
奧寺康彥於1977年參加日本隊赴德集訓後，於同年10月在因緣際會下受到當時西德科隆足球會領隊Hennes.Weisweilerg賞識而加盟該隊。奧寺於該隊三年其間主打翼鋒與進攻中場(AMF)位置，表現優異，曾協助科隆足球會打入1978–79年欧洲冠军杯（歐洲聯賽冠軍盃）四強。
1981年奧寺康彥隨Hennes.Weisweilerg轉到哈化柏林足球會，同年再度轉至雲達不來梅體育會。於五年效力（1981-1986）其間協助球隊取得了3次聯賽亞軍（該隊在綽號"König"(皇帝)的教練奧圖·列哈格領軍下，在1982-1987年間連續保持在德甲積分榜前5位並獲得參加歐洲聯盟杯的資格），而奧寺自己亦創下連續上場63場比賽紀錄，被球迷稱為「東洋魔術師」。
1986年奧寺回到日本，回歸古河電工並簽下一份特別合約而成為日本國內首位職業球員，並替球隊奪得亞洲冠軍球會杯；兩年後奧寺引退。
1993年日本職業足球聯盟成立，古河電工改名為古河市原千葉隊；1996年奧寺曾短暫受邀成為該隊監督一年。
1998年橫濱FC成立，次年奧寺正式擔任該球隊首任主席，並與該隊當時的列巴斯基（德國80年代著名翼鋒）一起帶領球隊連續兩年取得日本足球聯賽冠軍，取得晉升至日本職業足球乙級聯賽的資格。